# Srettha Thavisin
Srettha Thavisin (tailandês: เศรษฐา ทวีสิน, RTGS: Settha Thawisin; Banguecoque, 15 de fevereiro de 1962), apelidado de Nid (tailandês: นิด, RTGS: Nit), é um político e incorporador imobiliário tailandês que atuou como primeiro-ministro da Tailândia desde 22 de agosto de 2023, após o resultado da sessão conjunta de ambas as casas do Parlamento tailandês até 14 de agosto de 2024. Anteriormente, ele foi o principal executivo e presidente da Sansiri, uma das maiores incorporadoras imobiliárias do país.
Srettha foi educado nos Estados Unidos. Ele foi o cofundador da Sansiri em 1988, que mais tarde se tornou uma das maiores incorporadoras imobiliárias da Tailândia, levando Srettha a se tornar um magnata imobiliário. Ele é um conhecido confidente de Thaksin Shinawatra e Yingluck Shinawatra, ex-primeiros-ministros da Tailândia, e foi um dos três candidatos a primeiro-ministro do Partido Pheu Thai ao lado da filha mais nova de Thaksin, Paetongtarn Shinawatra, e do ex-procurador-geral Chaikasem Nitisiri nas eleições de 2023.

## Início da vida e educação
Srettha Thavisin nasceu em 15 de fevereiro de 1962 em Banguecoque, Tailândia. Nascido em uma família rica, ele é o único filho do capitão Amnuay Thavisin e Chodchoi Jutrakul. Srettha está relacionado com 5 famílias de negócios sino-tailandesas: Yip em Tsoi, Chakkapak, Jutrakul, Lamsam e Buranasiri. Ele completou o ensino médio na Escola de Demonstração Prasarnmit da Universidade Srinakharinwirot em Bangkok. Antes de ir para os Estados Unidos, ele se formou em engenharia civil pela Universidade Chulalongkorn. Ele então se formou como bacharel em economia pela Universidade de Massachusetts. Ele recebeu seu Master of Business Administration (MBA) em Finanças pela Claremont Graduate University.

## Carreira empresarial
Depois de se formar em 1986, ele se tornou gerente assistente de produtos da Procter & Gamble por 4 anos. Mais tarde, ele co-fundou a Sansiri em 1988, que se tornou uma das maiores incorporadoras imobiliárias da Tailândia. Sob sua liderança, a empresa desenvolveu mais de 400 projetos residenciais, proporcionando um estilo de vida de alta qualidade a mais de 300 000 famílias na Tailândia.
Devido à gestão de Srettha, Sansiri continuou a crescer mesmo durante a pandemia de COVID-19. Em 2020, ele comprou a esquina da estrada Sarasin perto do parque Lumpini em Bangkok por ฿ 3,9 milhões por wah quadrado (4 m²), uma das compras de terreno mais caras da história da Tailândia. Também em 2020, ele adquiriu uma participação de 15% na XSpring Capital Public Company Limited. Devido às leis eleitorais tailandesas, Srettha não poderia possuir ou ter ações de nenhuma empresa enquanto ocupasse um cargo eletivo. Por isso, em 8 de março de 2023, transferiu todas as suas ações para sua filha, Chanada Thavisin, incluindo as ações da Sansiri, que representavam 4,4% da empresa.

### Controvérsias
Em 17 de agosto de 2023, Chuvit Kamolvisit apresentou uma queixa ao Surachate Hakparn para investigar a forma como Srettha lidou com a compra de terrenos em Bangkok em 2019, na qual acusou Srettha e a sua antiga empresa Sansiri de serem cúmplices na evasão fiscal. Por sua vez, Srettha entrou com uma ação por difamação de ฿500 milhões contra os comentários de Chuvit sobre o caso Sarasin feitos em uma entrevista coletiva em 3 de agosto.

## Carreira política
Durante os protestos na Tailândia em 2013–2014, Srettha se opôs ao Comitê de Reforma Democrática Popular. Após o golpe de 2014, ele foi forçado a se apresentar ao Conselho Nacional para a Paz e a Ordem no auditório do Exército Real Tailandês. Em novembro de 2022, ele anunciou que buscaria a adesão ao partido Pheu Thai. Durante as eleições gerais tailandesas de 2023, ele foi selecionado como um dos 3 candidatos a primeiro-ministro do Pheu Thai em 5 de abril de 2023. Ele estava regularmente atrás do outro candidato do Pheu Thai, Paetongtarn Shinawatra, nas pesquisas como primeiro-ministro preferido. Ele começou sua campanha em Khlong Toeiem Bangkok, enquanto fazia seu primeiro discurso na província de Phichit. Em meados de abril, na província de Loei, ele fez um discurso onde disse que Pheu Thai não formaria uma coalizão com o Palang Pracharath e Nação Tailandesa Unida devido ao envolvimento deles no golpe de 2014. 
Após a eleição em 14 de maio, Pheu Thai recebeu o segundo maior número de assentos atrás do Partido Avançar, eventualmente formando uma coalizão com o Avançar e 6 outros partidos. No entanto, Pita Limjaroenrat não conseguiu garantir votos suficientes no primeiro turno da votação parlamentar em 13 de julho. A segunda nomeação de Pita foi posteriormente bloqueada em 19 de julho. Pheu Thai posteriormente formou uma nova coalizão sem o Avançar, que se expandiu em 7 de agosto para incluir o Partido Bhumjaithai. A coalizão então se expandiu novamente para incluir o Partido Palang Pracharath e o Partido da Nação Tailandesa Unida, em contraste com a promessa eleitoral, com Srettha chamando isso de necessário. Após o Tribunal Constitucional tailandês rejeitar uma petição do ombudsman para investigar a constitucionalidade da rejeição de Pita pelo Parlamento, outra rodada de votação parlamentar ocorreu em 22 de agosto, Srettha fez um discurso ao Parlamento delineando seus objetivos como primeiro-ministro antes de responder a perguntas. Sua oferta foi apoiada por Thaksin. Srettha foi eleito pelo Parlamento para se tornar o 30º primeiro-ministro da Tailândia depois de ser indicado pelo Pheu Thai. Tanto da Câmara dos Representantes quanto do Senado, Srettha obteve 482 votos de um total de 728 votos.

### Posições políticas
Srettha frequentemente apoiou o ex-primeiro-ministro Thaksin, que foi deposto em um golpe em 2006. Em 2010, ele vestiu uma camisa vermelha com o rosto de Thaksin depois de ser escolhido como chefe do time de futebol do clube Royal Bangkok Polo. Ele também criticou o então primeiro-ministro Prayut Chan-o-cha pela forma como lidou com a pandemia de COVID-19 na Tailândia e apoiou os protestos pró-democracia de 2021–2022. Durante sua campanha de 2023, ele afirmou que não lideraria um governo de Pheu Thai que estivesse em uma coalizão com a Nação Tailandesa Unida e Palang Pracharat. Srettha afirmou que se opõe ao recrutamento obrigatório. Ele também se opõe a mudar as leis de lesa-majestade para manter o apoio de outros partidos, dos quais seu partido está em uma coalizão. Ele apoia a sustentabilidade ambiental, os direitos LGBTQ e um esquema de carteira digital. Com o Pheu Thai, ele se comprometeu a estimular a economia e combater a pobreza.

## Primeiro-ministro da Tailândia, 2023–2024
Srettha foi eleito pelo parlamento para ser o próximo primeiro-ministro do país em 22 de agosto de 2023. Ele tem o dever de se preparar para formar um gabinete e apresentar políticas ao parlamento sobre o trabalho para os próximos quatro anos.
No dia 23 de agosto, o rei endossou Srettha Thavisin para se tornar o 30º primeiro-ministro da Tailândia. O documento de endosso foi publicado no site do Royal Gazette. No evento de endosso, ele também fez o primeiro discurso como primeiro-ministro da Tailândia.
Retirado do cargo
Tribunal Constitucional condenou Srettha Thavisin, que assumiu em 2023 após quase dez anos de um golpe de Estado pelos militares, por violar código de ética ao nomear ministro preso por suborno. Decisão, feita a partir de denúncia de militares historicamente próximos ao tribunal, aumentou turbulência política no país, onde oposição foi dissolvida também por decisão judicial na semana passada.
Primeiro-ministro da Tailândia é retirado do cargo em decisão judicial apoiada por militares | Mundo | G1 (globo.com) 

## Vida pessoal
Ele é casado com Pakpilai Thavisin, especialista em medicina antienvelhecimento. Com Pakpilai, eles têm dois filhos, Napat Thavisin e Warat Thavisin, e uma filha, Chananda Thavisin. Ele é um colecionador de malas de viagem clássicas, como as feitas pela Louis Vuitton. Srettha é torcedor do Liverpool FC e também contribui para a Sansiri Academy, que treina jogadores de futebol na Tailândia.